# Janina Hurynowicz

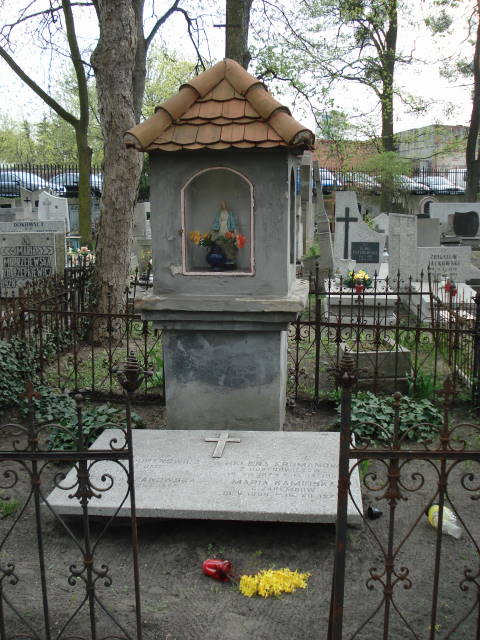
Nagrobek Janiny Hurynowicz na cmentarzu św. Jerzego w Toruniu

Janina Hurynowicz (ur. 10 listopada 1894 w Krystynopolu, zm. 2 października 1967 w Toruniu) – polska lekarka, neurofizjolog, neurolog i psychiatra. Profesor Uniwersytetu Mikołaja Kopernika w Toruniu, a przed II wojną światową, autorka cenionych prac dotyczących chronaksji i wpływu insuliny na autonomiczny układ nerwowy.

## Życiorys
Szkołę średnią ukończyła w Wilnie w roku 1911. Studia medyczne odbyła w Żeńskim Instytucie Medycznym w Petersburgu kończąc je w roku 1918 (podobnie jak Halina Jankowska). W latach 1918–1922 pracowała w różnych szpitalach na terenie Rosji jako epidemiolog, neurolog i psychiatra. Jako lekarz wojskowy trafiła do Polskiej Dywizji Syberyjskiej i prowadziła szpital polowy. Do kraju powróciła w roku 1921 przez Japonię, Indie, Francję i Niemcy, opiekując się jako lekarz z transportem jeńców inwalidów wojennych.
W okresie 1922–1933 przechodziła kolejno szczeble kariery akademickiej na Uniwersytecie Wileńskim od młodszego asystenta do adiunkta w Klinice Neurologicznej. Doktoryzowała się na podstawie pracy Wpływ insuliny na układ nerwowy wegetatywny w roku 1927. Okres 1927-1939 spędziła w Paryżu w różnych instytucjach naukowych zajmując się metodą chronaksjometryczną pomiarów pobudliwości układu naczynioruchowego, co spotkało się z uznaniem Paryskiej Akademii Nauk. W roku 1930 habilitowała się z neurologii na Wydziale Lekarskim Uniwersytetu Stefana Batorego w Wilnie, od roku 1937 pełniąc funkcje zastępcy profesora i tymczasowego kierownika Kliniki Neurologiczno-Psychiatrycznej. W czasie wojny pracowała jako neurolog, brała również udział w ruchu oporu. Latem roku 1945 po ewakuacji z Wilna przyjechała do Torunia obejmując jako profesor nadzwyczajny stanowisko kierownika Katedry Neurofizjologii i Fizjologii Porównawczej Uniwersytetu Mikołaja Kopernika w Toruniu. W roku 1949 uzyskała tytuł profesora zwyczajnego. Od roku 1946 zajmowała się pracą organizacyjną przy powstających Filiach Państwowego Instytutu Higieny Psychicznej w Toruniu i Bydgoszczy, z których powstały później wojewódzkie przychodnie zdrowia psychicznego. Pozostawała dyrektorem takiej przychodni w Toruniu do roku 1954. Zmarła w 1967 roku, pochowana jest na Cmentarzu św. Jerzego w Toruniu.

## Dorobek naukowy
Pozostawiła ponad 90 publikacji naukowych, wśród których przeważają prace poświęcone neurofizjologii, zwłaszcza chronaksjometrii. Szczególnym przedmiotem jej zainteresowań była problematyka zmęczenia i reakcji naczynioruchowych. Część publikacji miała charakter popularnonaukowy i odnosiła się do psychiatrii wieku rozwojowego.

## Odznaczenia[1]
- Krzyż Oficerski Orderu Odrodzenia Polski
- Medal Niepodległości
- Krzyż Zasługi z Mieczami (1944)
- Krzyż Walecznych